# Aforia goniodes
Aforia goniodes é uma espécie de gastrópode do gênero Aforia, pertencente a família Cochlespiridae.